# Danh sách giải thưởng và đề cử của Nam Joo-hyuk
Nam Joo Hyuk (tiếng Hàn: 남주혁; sinh ngày 22 tháng 2 năm 1994) là một người mẫu kiêm diễn viên Hàn Quốc. Anh đã tham gia đóng chính trong Học đường 2015 (2015), Cô nàng cử tạ Kim Bok Joo (2016), Cô dâu Thủy Thần (2017), The Light in Your Eyes (2019), The School Nurse Files (2020) và Khởi nghiệp (2020), Tuổi hai lăm, tuổi hai mốt (2022).
Sau khi chuyển đến Seoul, anh đã giành chiến thắng trong cuộc thi Top Model do K-Plus tài trợ. Ngay sau đó Nam Joo-hyuk đã ký hợp đồng độc quyền với công ty quản lý người mẫu.

## Giải thưởng và đề cử

### APAN Star Awards
| Lần | Năm  | Hạng mục       | Tác phẩm đề cử | Kết quả   | Chú thích |
| --- | ---- | -------------- | -------------- | --------- | --------- |
| 4   | 2015 | Best New Actor | Học đường 2015 | Đoạt giải |           |

### Art Awards
| Năm  | Hạng mục        | Tác phẩm đề cử | Kết quả   | Chú thích |
| ---- | --------------- | -------------- | --------- | --------- |
| 2020 | Mommeumme Award |                | Đoạt giải | [ 1 ]     |

### Baeksang Arts Awards
| Năm  | Hạng mục              | Tác phẩm đề cử       | Kết quả | Chú thích |
| ---- | --------------------- | -------------------- | ------- | --------- |
| 2019 | Best New Actor – Film | Đại chiến thành Ansi | Đề cử   | [ 2 ]     |

### Blue Dragon Film Awards
| Năm  | Hạng mục       | Tác phẩm đề cử       | Kết quả   | Chú thích |
| ---- | -------------- | -------------------- | --------- | --------- |
| 2018 | Best New Actor | Đại chiến thành Ansi | Đoạt giải |           |

### Buli Film Awards
| Năm  | Hạng mục           | Tác phẩm đề cử       | Kết quả | Chú thích |
| ---- | ------------------ | -------------------- | ------- | --------- |
| 2019 | Best New Actor     | Đại chiến thành Ansi | Đề cử   |           |
| 2019 | Popular Star Award | Đại chiến thành Ansi | Đề cử   |           |

### CFDK Awards
| Năm  | Hạng mục                                              | Tác phẩm đề cử | Kết quả   | Chú thích |
| ---- | ----------------------------------------------------- | -------------- | --------- | --------- |
| 2014 | Fashion Model of the Year Awards, Male Model Category |                | Đoạt giải |           |

### Chunsa Film Art Awards
| Năm  | Hạng mục       | Tác phẩm đề cử       | Kết quả | Chú thích |
| ---- | -------------- | -------------------- | ------- | --------- |
| 2019 | Best New Actor | Đại chiến thành Ansi | Đề cử   | [ 3 ]     |

### Director's Cut Awards
| Năm  | Hạng mục              | Tác phẩm đề cử | Kết quả | Chú thích |
| ---- | --------------------- | -------------- | ------- | --------- |
| 2022 | Best New Actor - Film | Josée          | Đề cử   | [ 4 ]     |

### Drama Fever Awards
| Năm  | Hạng mục          | Tác phẩm đề cử | Kết quả   | Chú thích |
| ---- | ----------------- | -------------- | --------- | --------- |
| 2017 | Rising Star Award | Bẫy tình yêu   | Đoạt giải |           |

### InStyle Star Icon
| Năm  | Hạng mục   | Tác phẩm đề cử | Kết quả   | Chú thích |
| ---- | ---------- | -------------- | --------- | --------- |
| 2016 | Style Icon |                | Đoạt giải |           |

### KBS Drama Awards
| Năm  | Hạng mục                             | Tác phẩm đề cử | Kết quả   | Chú thích |
| ---- | ------------------------------------ | -------------- | --------- | --------- |
| 2015 | Best New Actor                       | Học đường 2015 | Đề cử     | [ 5 ]     |
| 2015 | Popularity Award, Actor              | Học đường 2015 | Đoạt giải | [ 6 ]     |
| 2015 | Best Couple Award (with Kim So-hyun) | Học đường 2015 | Đề cử     |           |

### KOFRA Film Awards
| Năm  | Hạng mục       | Tác phẩm đề cử       | Kết quả   | Chú thích |
| ---- | -------------- | -------------------- | --------- | --------- |
| 2019 | Best New Actor | Đại chiến thành Ansi | Đoạt giải | [ 7 ]     |

### Korean Association of Film Critics Awards
| Năm  | Hạng mục       | Tác phẩm đề cử       | Kết quả   | Chú thích |
| ---- | -------------- | -------------------- | --------- | --------- |
| 2018 | Best New Actor | Đại chiến thành Ansi | Đoạt giải | [ 8 ]     |

### Korea Drama Awards
| Lần | Năm  | Hạng mục       | Tác phẩm đề cử            | Kết quả | Chú thích |
| --- | ---- | -------------- | ------------------------- | ------- | --------- |
| 8   | 2015 | Best New Actor | Học đường 2015            | Đề cử   | [ 9 ]     |
| 10  | 2017 | Best New Actor | Tiên nữ cử tạ Kim Bok Joo | Đề cử   |           |

### KoreanUpdates Awards
| Năm  | Hạng mục                             | Tác phẩm đề cử | Kết quả | Chú thích |
| ---- | ------------------------------------ | -------------- | ------- | --------- |
| 2015 | Best Couple Award (with Kim So-hyun) | Học đường 2015 | Đề cử   |           |

### Busan International Film FestivalMarie Claire Asia Star Awards
| Năm  | Hạng mục          | Tác phẩm đề cử       | Kết quả   | Chú thích |
| ---- | ----------------- | -------------------- | --------- | --------- |
| 2018 | Rising Star Award | Đại chiến thành Ansi | Đoạt giải | [ 10 ]    |

### MBC Drama Awards
| Năm  | Hạng mục                                | Tác phẩm đề cử            | Kết quả   | Chú thích |
| ---- | --------------------------------------- | ------------------------- | --------- | --------- |
| 2016 | Excellence Award, Actor in a Miniseries | Tiên nữ cử tạ Kim Bok Joo | Đề cử     | [ 11 ]    |
| 2016 | Best New Actor                          | Tiên nữ cử tạ Kim Bok Joo | Đoạt giải | [ 11 ]    |
| 2016 | Best Couple Award (with Lee Sung-kyung) | Tiên nữ cử tạ Kim Bok Joo | Đề cử     |           |

### Soompi Awards
| Năm  | Hạng mục                               | Tác phẩm đề cử   | Kết quả   | Chú thích |
| ---- | -------------------------------------- | ---------------- | --------- | --------- |
| 2016 | Breakout Actor                         | Học đường 2015   | Đoạt giải | [ 12 ]    |
| 2016 | Best Bromance (with Yook Sung-jae)     | Học đường 2015   | Đề cử     | [ 12 ]    |
| 2017 | Best Kiss Award (with Shin Se-kyung)   | Cô dâu thủy thần | Đề cử     |           |
| 2017 | Best Couple Award (with Shin Se-kyung) | Cô dâu thủy thần | Đề cử     |           |

### Seoul International Drama Awards
| Năm  | Hạng mục                 | Tác phẩm đề cử | Kết quả | Chú thích     |
| ---- | ------------------------ | -------------- | ------- | ------------- |
| 2021 | Outstanding Korean Actor | Khởi nghiệp    | Đề cử   | [ 13 ] [ 14 ] |

### The Seoul Awards
| Năm  | Hạng mục              | Tác phẩm đề cử       | Kết quả   | Chú thích |
| ---- | --------------------- | -------------------- | --------- | --------- |
| 2018 | Best New Actor (Film) | Đại chiến thành Ansi | Đoạt giải | [ 15 ]    |

## Tôn vinh
| Trang  | Năm  | Danh sách                | Hạng   | Chú thích |
| ------ | ---- | ------------------------ | ------ | --------- |
| Forbes | 2020 | Asia's 100 Digital Stars | Có mặt | [ 16 ]    |
| Forbes | 2021 | 30 Under 30 Asia         | Có mặt | [ 17 ]    |